# Urauchi
Der Urauchi (浦内川 Urauchi-gawa) ist ein Fluss auf der japanischen Insel Iriomote. Die Insel ist Teil der Präfektur Okinawa. Der Fluss hat eine Länge von etwa 19 km. Er entspringt in den Bergen der Insel und mündet auf der Nordwestseite ins Ostchinesische Meer. Am mit Mangroven bewachsenen Mündungsgebiet hat er eine Breite von ca. 500 m. Kleinere Wasserfälle wie der Mariyudō-Wasserfall und der Kampire-Wasserfall finden sich entlang des Flusslaufs. Teile des Flusses liegen innerhalb des Iriomote-Ishigaki-Nationalparks.

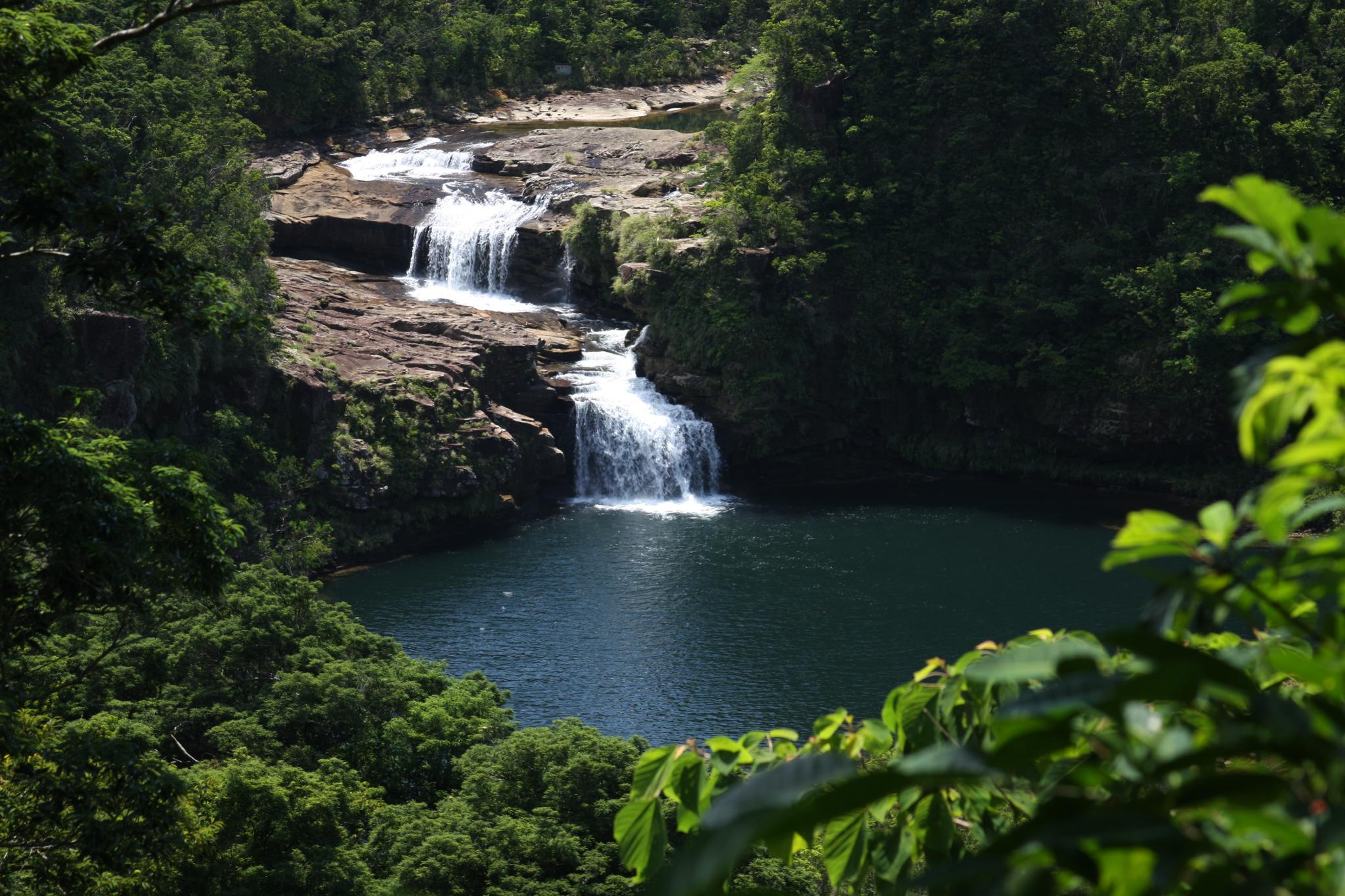
Mariyudō-Wasserfall
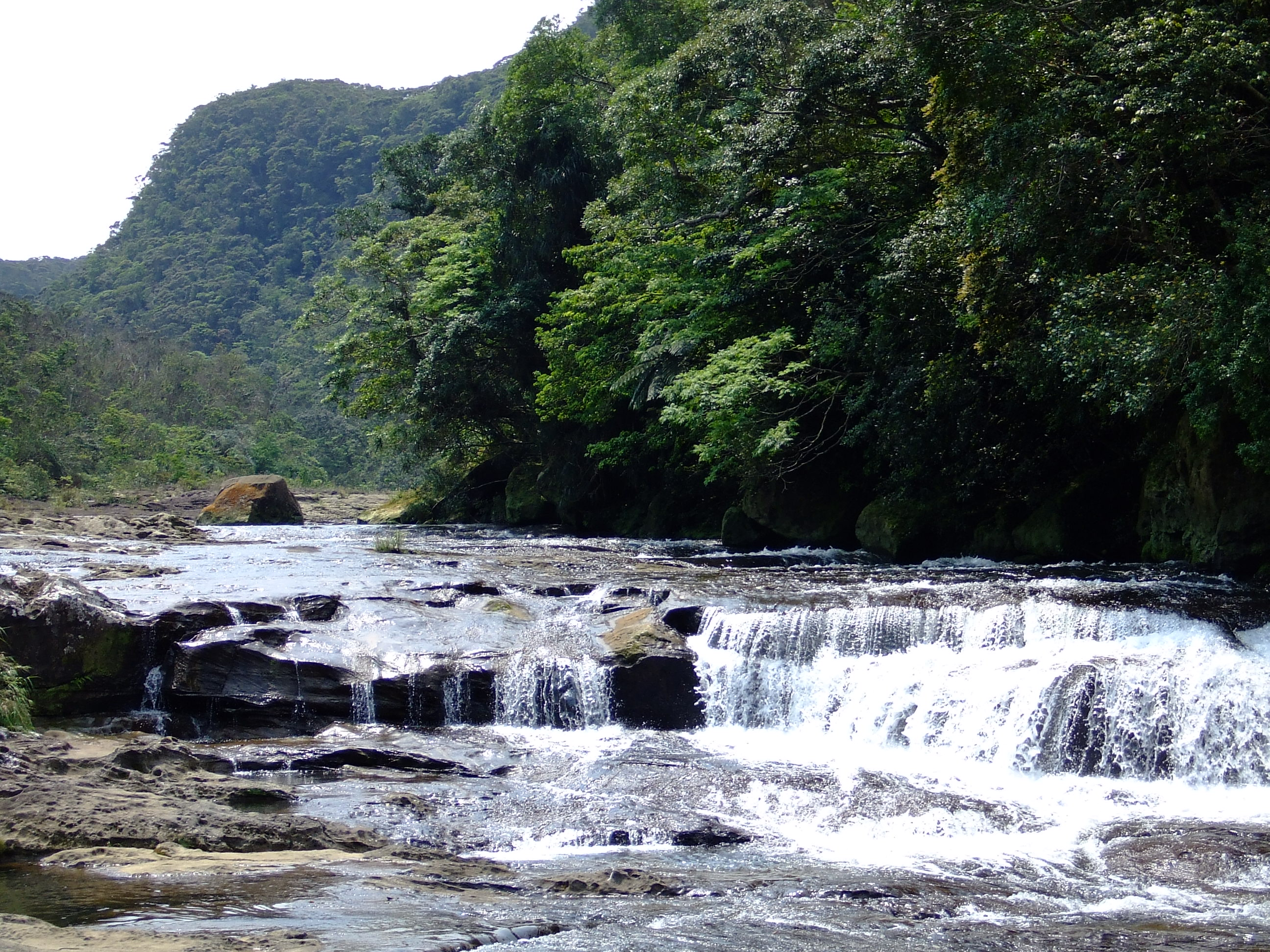
Kampire-Wasserfall
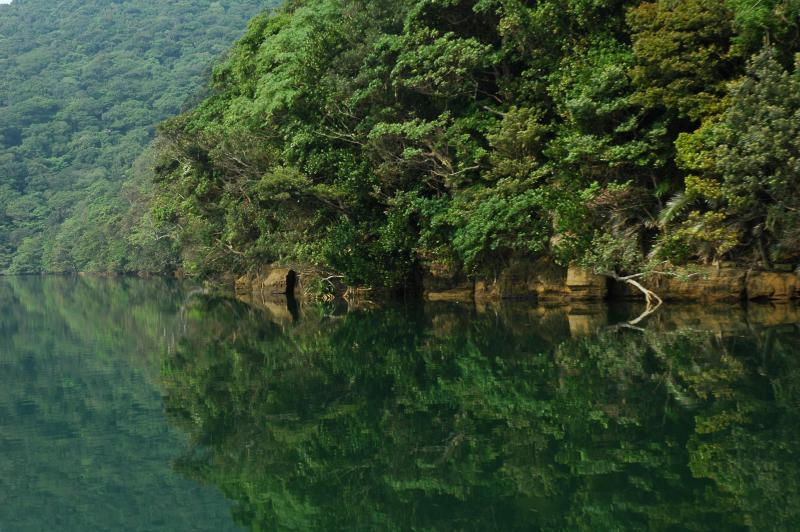
Dschungel entlang des Urauchi